# لويس سبينس (لاعب كرة قدم)
لويس سبينس (بالإنجليزية: Lewis Spence) هو لاعب كرة قدم بريطاني في مركز الوسط، ولد في 28 يناير 1996 في كيركالدي في المملكة المتحدة. لعب مع نادي دندي.

## وصلات خارجية
- لويس سبينس (لاعب كرة قدم) على موقع قاعدة بيانات كرة القدم.إي يو (الإنجليزية)
- لويس سبينس (لاعب كرة قدم) على موقع Soccerbase.com (لاعب) (الإنجليزية)